# 구송초등학교 영신분교
구송초등학교 영신분교는 대한민국 강원특별자치도 홍천군 화촌면 가락재로 369 (풍천리)에 있었던 공립 초등학교이다.

## 연혁
- 1944년 4월 1일 대룡국민학교 영신분실 개교
- 1953년 6월 22일 영신국민학교 승격
- 1996년 3월 1일 구송초등학교 영신분교장으로 개칭
- 1998년 9월 1일 구송초등학교 영신분교장 폐교